# Полой (Кировская область)
Поло́й — железнодорожная станция в Кирово-Чепецком районе Кировской области в составе Кстининского сельского поселения.

## География
Расположена на расстоянии примерно 3 км на северо-восток по прямой от центра поселения села Кстинино к северу от железнодорожной линии Киров-Пермь.

## История
Известна с 1926 года, когда в ней было отмечено хозяйств 8 и жителей 28, в 1950 9 и 36, в 1989 57 жителей.

## Население
| 2010 |
| ---- |
| 41   |

Постоянное население составляло 70 человека (русские 93 %) в 2002 году, 41 в 2010.